# Gueldenstaedtia
Gueldenstaedtia es un género de plantas con flores con 34 especies perteneciente a la familia Fabaceae.

## Especies seleccionadas
- Gueldenstaedtia brachyptera Pamp.
- Gueldenstaedtia coelestis (Diels)N.D.Simpson
- Gueldenstaedtia cuneata Benth.
- Gueldenstaedtia delavayi Franch.
- Gueldenstaedtia diversifolia Maxim.